# Leptocoma minima
Leptocoma minima là một loài chim trong họ Nectariniidae.